# A Roma amb amor
A Roma amb amor (títol original en anglès: To Rome with Love) és una comèdia de 2012 dirigida per Woody Allen. La pel·lícula és la quarta col·laboració del cineasta amb la productora catalana Mediapro després de Vicky Cristina Barcelona, Coneixeràs l'home dels teus somnis i Midnight in Paris. A més, és la seva primera cinta rodada íntegrament a Itàlia. Es va doblar i subtitular al català.
La cinta significa el retorn de Woody Allen a l'actuació, després de Scoop el 2006, i la recuperació de Roberto Benigni al cinema des del 2005 amb El tigre i la neu.

## Argument
Quatre històries paral·leles prenen com a escenari de fons Roma:
- En Jack (Jesse Eisenberg), estudiant d'arquitectura, intenta no enamorar-se de la Mònica (Ellen Page), una amiga de la seva xicota Sally. Rep els consells d'en John (Alec Baldwin), un expert arquitecte nord-americà que el preveu de no caure en la temptació fàcil. L'atracció prohibida entre en Jack i la Mònica es dissoldrà com la neu;
- En Jerry (Woody Allen), productor discogràfic, i la seva muller Phyllis (Judy Davis), viatgen a Roma per reunir-se amb la seva filla Hayley que s'ha enamorat d'un italià, Michelangelo. En Jerry coneix en Giancarlo, el pare de Michelangelo, i descobreix que té una potent veu operística. Davant d'aquesta descoberta, en Jerry intentarà introduir en Giancarlo en el món de la música i convertir-lo en nova estrella d'òpera.
- En Leopoldo (Roberto Benigni), una persona extremadament avorrida, improvisadament es troba al centre de l'escena mediàtica i constantment assaltat pels periodistes fins que un dia el focus d'atenció es desplaça a una altra persona i ell després enyora ser la persecució;
- L'Antonio (Alessandro Tiberi) arriba a Roma amb la seva dona Milly (Alessandra Mastronardi) amb la idea de causar una bona impressió en una reunió empresarial i aconseguir una feina ben pagada. Per culpa d'una sèrie de malentesos, però, és seduït per l'Anna (Penélope Cruz) i es veu obligat a fer-la passar per la seva muller mentre la seva vertadera esposa s'entretén amb el divo del cinema. La història acaba quan la parella decideix tornar al seu poble natal, Pordenone.

## Repartiment
| Intèrpret       | Personatge |
| --------------- | ---------- |
| Woody Allen     | Jerry      |
| Roberto Benigni | Leopoldo   |
| Ellen Page      | Monica     |
| Alec Baldwin    | John       |
| Jesse Eisenberg | Jack       |
| Penélope Cruz   | Anna       |
| Ornella Muti    | Pia Fusari |
| Judy Davis      | Phyllis    |

## Producció
La idea de produir A Roma amb amor va venir de l'oferta li va fer a Woody Allen un grup de distribuïdors de Roma que estaven disposats a finançar una de les seves pel·lícules amb la condició que aquesta es rodés a la seva ciutat. Allen va acceptar, ja que tenia ganes de treballar a Roma i era també una "oportunitat per aconseguir finançament d'una sola font de manera ràpida". Les quatre històries que es reflecteixen en la pel·lícula estan basades en idees i notes que Allen havia anat escrivint l'any abans. En un principi, la cinta s'havia de titular Bop Decameron, en referència al llibre del segle xiv escrit per Giovanni Boccaccio. Però, diverses persones properes a Woody Allen, sobretot italianes, no acabaven de veure-hi la relació. Així que va canviar de nom la pel·lícula a Nero Fiddles. El nou títol també va provocar confusió. Així que al final li va dir A Roma amb amor, encara que ell mateix va reconèixer que no li agradava aquest títol.